# کرویتس‌تتن
کرویتس‌تتن (به آلمانی: Kreuzstetten) یک منطقهٔ مسکونی در اتریش است که در ناحیه میستلباخ واقع شده‌است. کرویتس‌تتن ۱٬۴۹۹ نفر جمعیت دارد.